# Teodor Alfred Serwatowski
Teodor Alfred Serwatowski (6. října 1836 Oděsa – 8. října 1918 Lvov) byl rakouský a polský statkář a politik z Haliče, v závěru 19. století poslanec Říšské rady.

## Biografie
Pocházel ze statkářské rodiny. Vystudoval ženijní akademii v Louce u Znojma. V letech 1856–1860 sloužil v armádě jako poručík, později nadporučík. Následně se věnoval správě svého statku v Bucnivu na východní Haliči, kde zřídil moderní vodou poháněný mlýn. Byl aktivní ve veřejném a politickém životě. Od roku 1867 zasedal v okresní radě v Tarnopolu, od roku 1868 v Haličské zemědělské společnosti. Podílel se na organizování zemědělských výstav ve Lvově.
V 80. letech 19. století se zapojil i do celostátní politiky. V doplňovacích volbách roku 1886 získal mandát v Říšské radě (celostátní zákonodárný sbor) za velkostatkářskou kurii. Poslanecký slib složil 29. září 1886, rezignace na mandát oznámena dopisem 24. října 1888.
Jeho synem byl statkář a politik Władysław Józef Serwatowski.